# 班寧堡
班寧堡（英語：Fort Benning，又譯為本寧堡)，2023至2025年間更名为摩尔堡，是美國陸軍的軍事基地，主要為步兵部隊提供基礎訓練，由美國陸軍訓練與準則司令部管轄。占地約740平方公里，在喬治亞州馬斯科吉郡哥倫布與查塔胡其郡共有93％的面積，以及阿拉巴馬州拉塞爾郡佔有7％的面積。正式創建於1918年，但自1909年來就已經培訓許多步兵，因此被稱作「步兵之家」。2005年基地調整和關閉委員會合併一些軍事學校和軍事設施以創建各種「卓越中心」 ，班寧堡也在其中，這一轉變包括裝甲訓練機構從諾克斯堡遷至班寧堡。班寧堡是個自給自足的軍事社區，有超過120,000名現役軍人、軍眷、文職人員生活在其中，是美國陸軍步兵學校、美國陸軍裝甲兵學校、第75遊騎兵團的所在地。班寧堡也是美軍的一個戰力投射平台，能夠利用航空、鐵路和公路佈署軍隊。

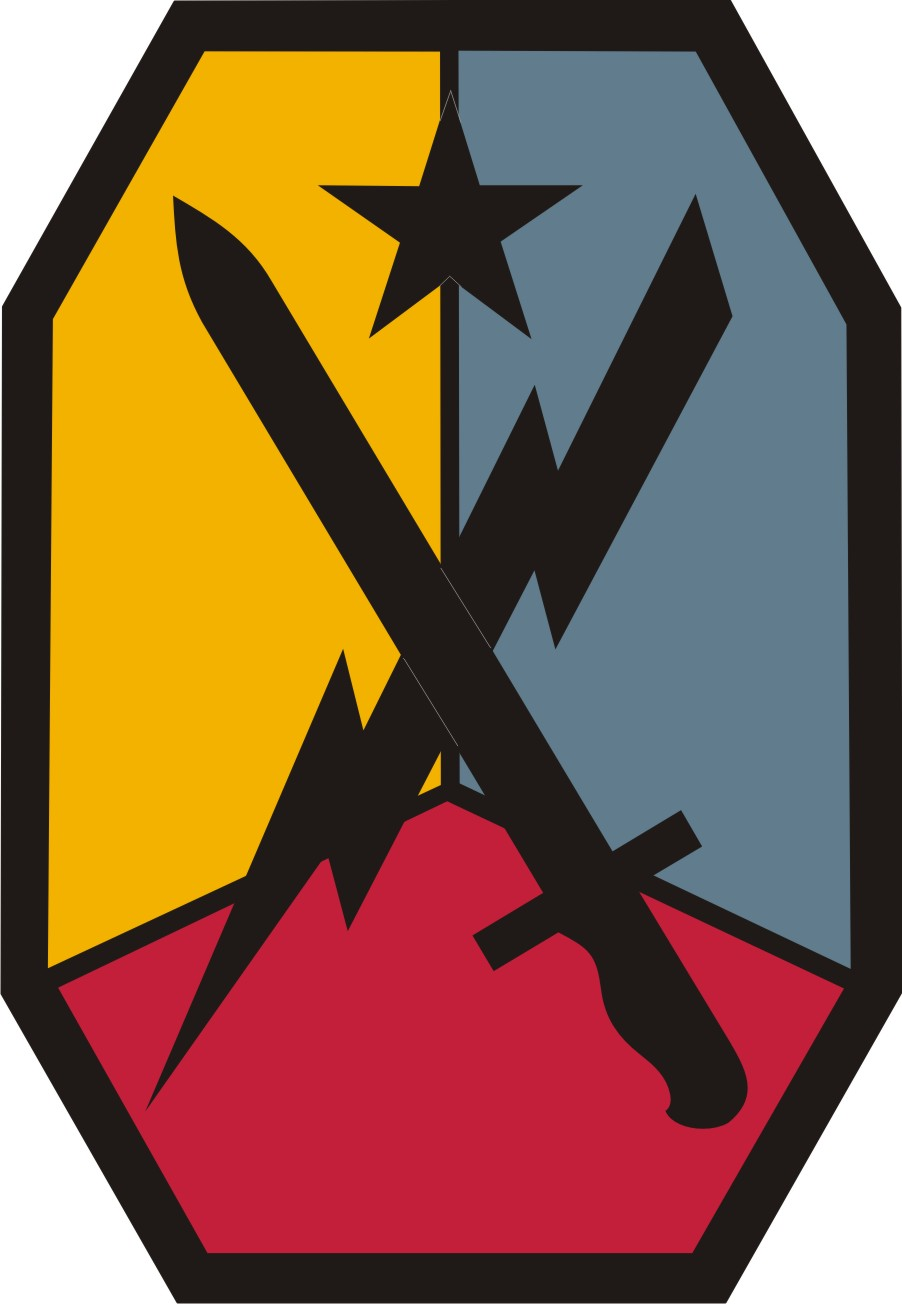
機動卓越中心的臂章

亨利·L·班寧

## 歷史
班寧營成立於1918年10月19日，專門替參與第一次世界大戰的部隊進行基本訓練。第一次世界大戰結束後，德懷特·艾森豪於1918年12月24日調派至班寧營，艾森豪連同在柯爾特營約250輛戰車也帶過來。1918年12月26日，波克營的戰車學校也移至班寧營，「與步兵學校一起工作」。1919年2月，班寧營的戰車部隊轉移至米德堡。
1920年2月，國會投票宣布班寧營成為永久性的軍事基地:2，並且增撥了超過100萬美元的建築經費給班寧營，使成為步兵學校。到了1920年秋天，班寧營居住350名軍官、7,000人的部隊、以及650名學生軍官。班寧營於1922年重新命名為班寧堡，以邦聯軍將領亨利·班寧命名。1924年，Briant Wells准將成為步兵學校的第四任指揮官，他制定了一項建立永久性設施的計畫，強調了戶外環境與官兵休閒的重要性。在這段時間，班寧堡興建了不少休閒設施，像是Doughboy體育場、Gowdy球場、Russ游泳池，以及一座電影院。Doughboy體育場是用來紀念那些在第一次世界大戰的陣亡的袍澤。
1927年喬治·馬歇爾中校被任命為班寧堡的助理指揮官，他對第一次世界大戰的巨大傷亡感到震驚，並認為這是基本訓練不足所造成的，他決定避免因為缺乏準備而造成日後衝突付出更多生命，他與其下屬改編了班寧堡的教育系統，他促使的這項改變被稱作班寧革命（Benning Revolution）。
1940年8月，兩名軍官和48名志願兵在經過密集的降落傘訓練後，組成一支測試排（Test Platoon），在德國和蘇聯等多個國家的觀察員面前，他們第一次空降在班寧堡的Lawson球場。這48人成為了美國傘兵的種子。
到了第二次世界大戰期間，班寧堡已經面積達到797.87平方公里，和容納3,970名軍官、94,873士兵的營舍。班寧堡也是第555空降步兵營的所在地，該營起從1943年12月開始訓練，這是非裔美國人史的重要里程碑，第555空降步兵營後來並沒有派往海外或是參與戰鬥，而是派往美國西北部擔任空降消防員，以防範日本軍方使用氣球炸彈引發森林火災。另外第82裝甲偵察營和第17裝甲工兵營皆於1940年7月15日啟用，並在班寧堡訓練。

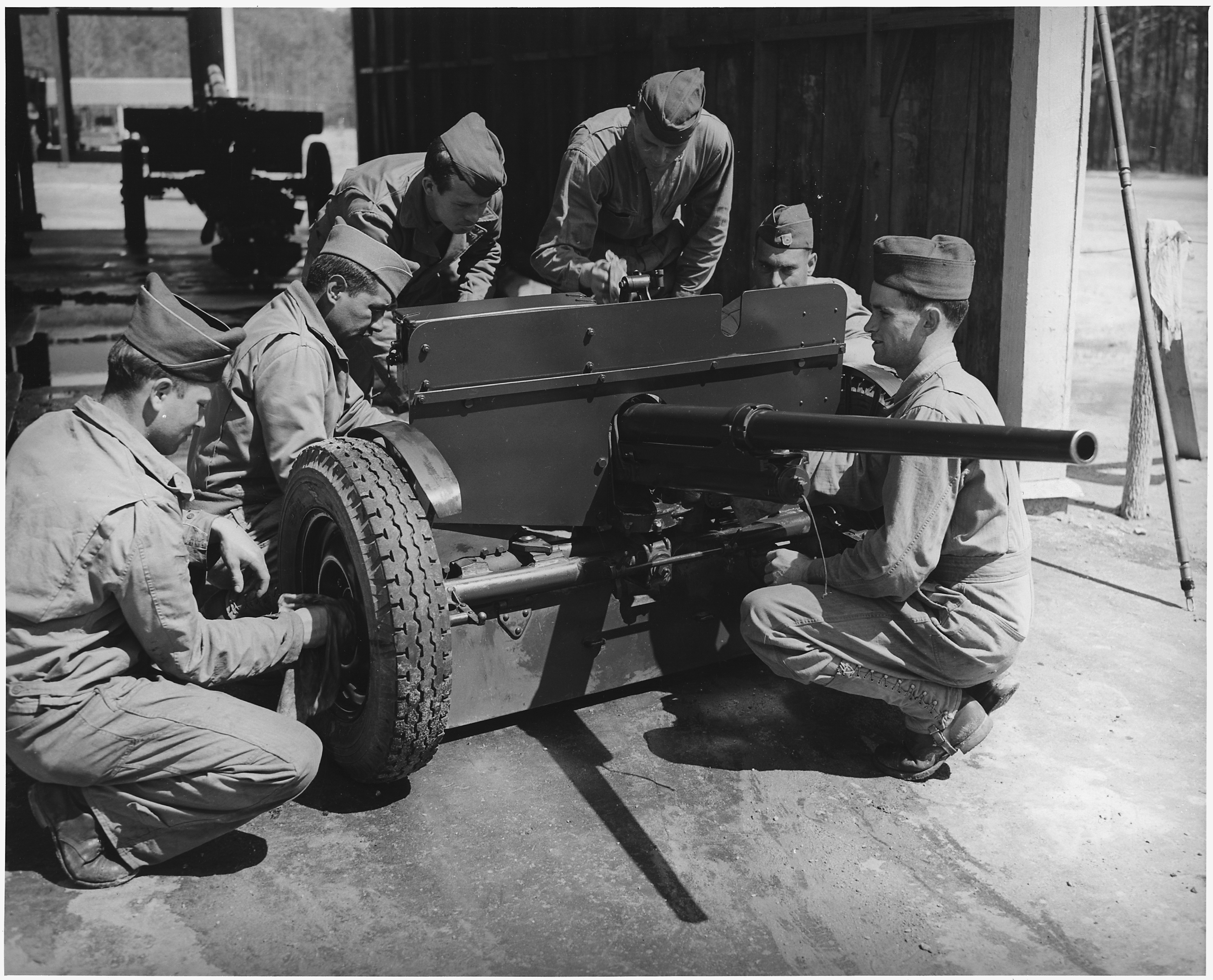
1942年，士兵在班寧堡學習使用反戰車砲

韓戰爆發時，范豪登上校在陸軍參謀長約瑟夫·柯林斯的指示下，建立了空降遊騎兵訓練中心。
第4步兵師也在班寧堡重啟，這是四個由美國支援北大西洋公約組織的師之一，於1950年10月至1951年5月完成基本訓練後，前往德國駐紮5年。
位於主營區的空降兵學校有4座被稱為「Free Towers」的降落塔，有76公尺高，這是模仿1939年紐約世界博覽會的空降塔興建。目前只有三座，有一座於1954年3月14日被龍捲風吹倒。
班寧堡在越南戰爭期間也用作訓練偵查犬，這些防範敵人埋伏的軍犬會在班寧堡完成初步訓練，接著前往越南接受進一步的高級課程。
1984年《巴拿馬運河條約》簽署後，美國陸軍美洲學校（School of the Americas）從巴拿馬的古力克堡遷至班寧堡，後來更名為西半球安全合作研究所。
2020年發生大規模示威後，美國國會開始評估是否對包括班寧堡在內的軍事基地改名，以消除對美利堅邦聯人物的敬意。

## 設施
班寧堡的訓練場包括溫帶森林、沼澤、窪地、峽谷，設施包括軍用機場、障礙超越場、定向越野場、空降訓練場，此外還有購物中心、電影院、托兒所等生活設施。陸軍工兵也在班寧堡興建約200平方公尺模擬城鎮，這是一座包含15座建築的歐洲風格的小鎮，叫作麥肯納軍事作戰城市地形場。
整個基地主要分成四大區域：
- 主營區

班寧堡大部分的駐軍皆在此，包含隸屬部隊司令部的單位，例如第14戰鬥支援醫院和第11工兵營，以及隸屬訓練及準則司令部的單位，例如軍官候選學校、士官學院、陸軍空降兵學校。此外國家步兵博物館及遊騎兵紀念館也在附近。
- 凱利丘（Kelley Hill）

曾經是第3步兵師第3d旅級戰鬥隊旗下6個營的所在地，於2015年12月解編，整合成為第28步兵團第1特遣營。
- 砂丘（Sand Hill）

是第198步兵旅的所在地
- 和諧教堂（Harmony Church）

是裝甲兵學校的第194裝甲旅與第316騎兵旅、以及第4遊騎兵訓練營遊騎兵學校第一階段的所在地。

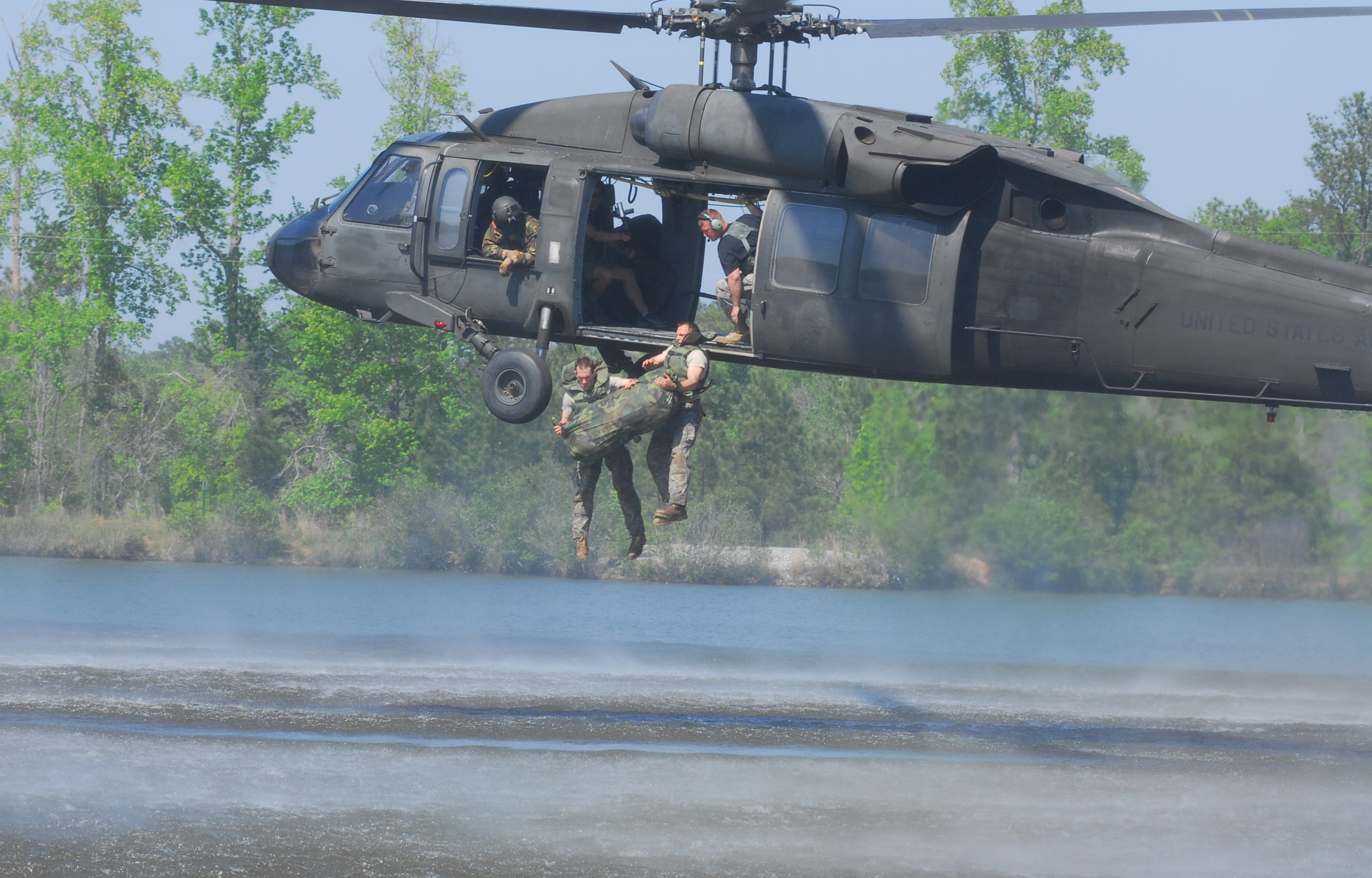
2007年4月22日的最佳遊騎兵競賽，兩人從黑鷹直升機跳下。

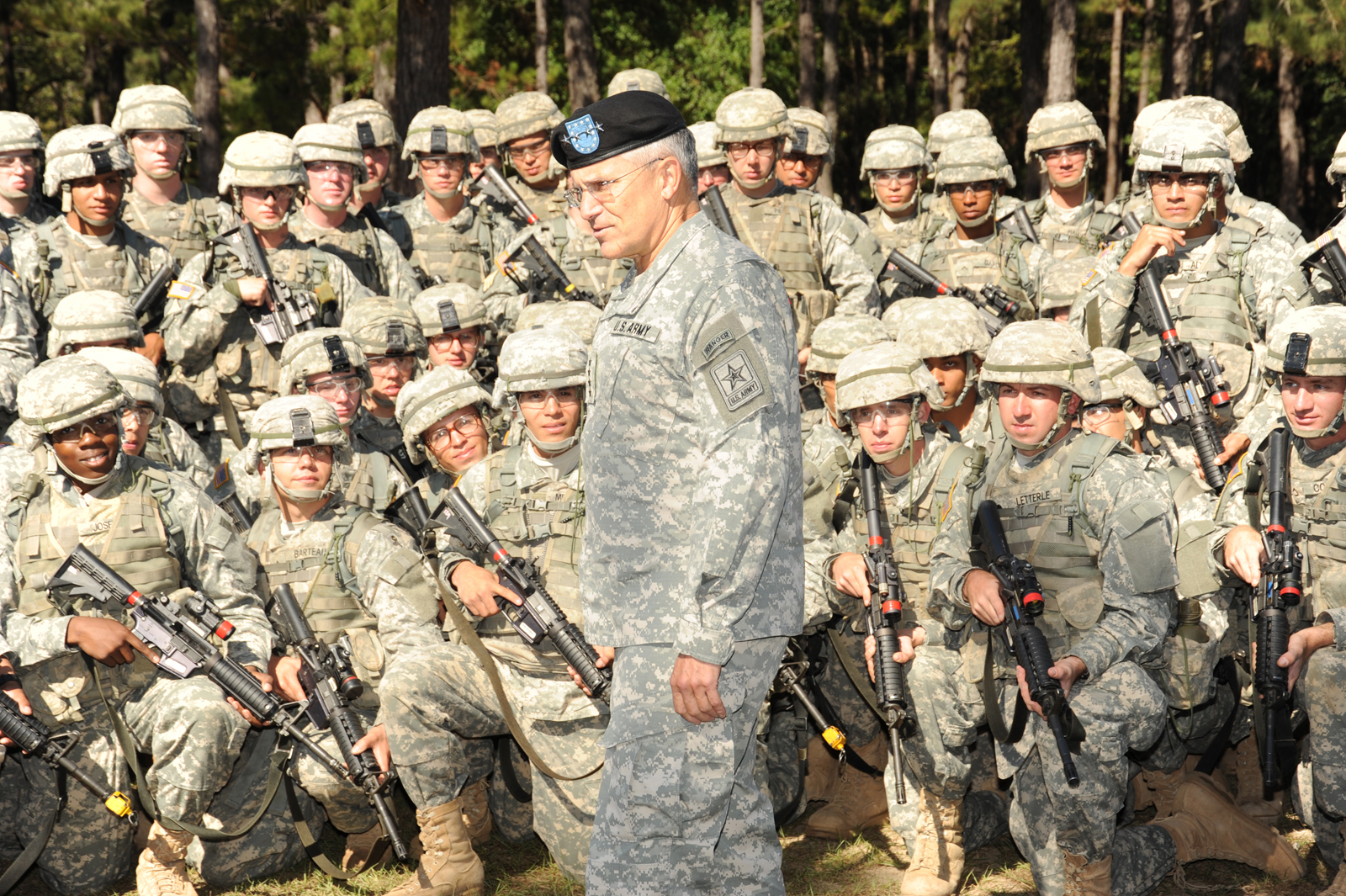
2009年，美國陸軍參謀長喬治·凱西在班寧堡

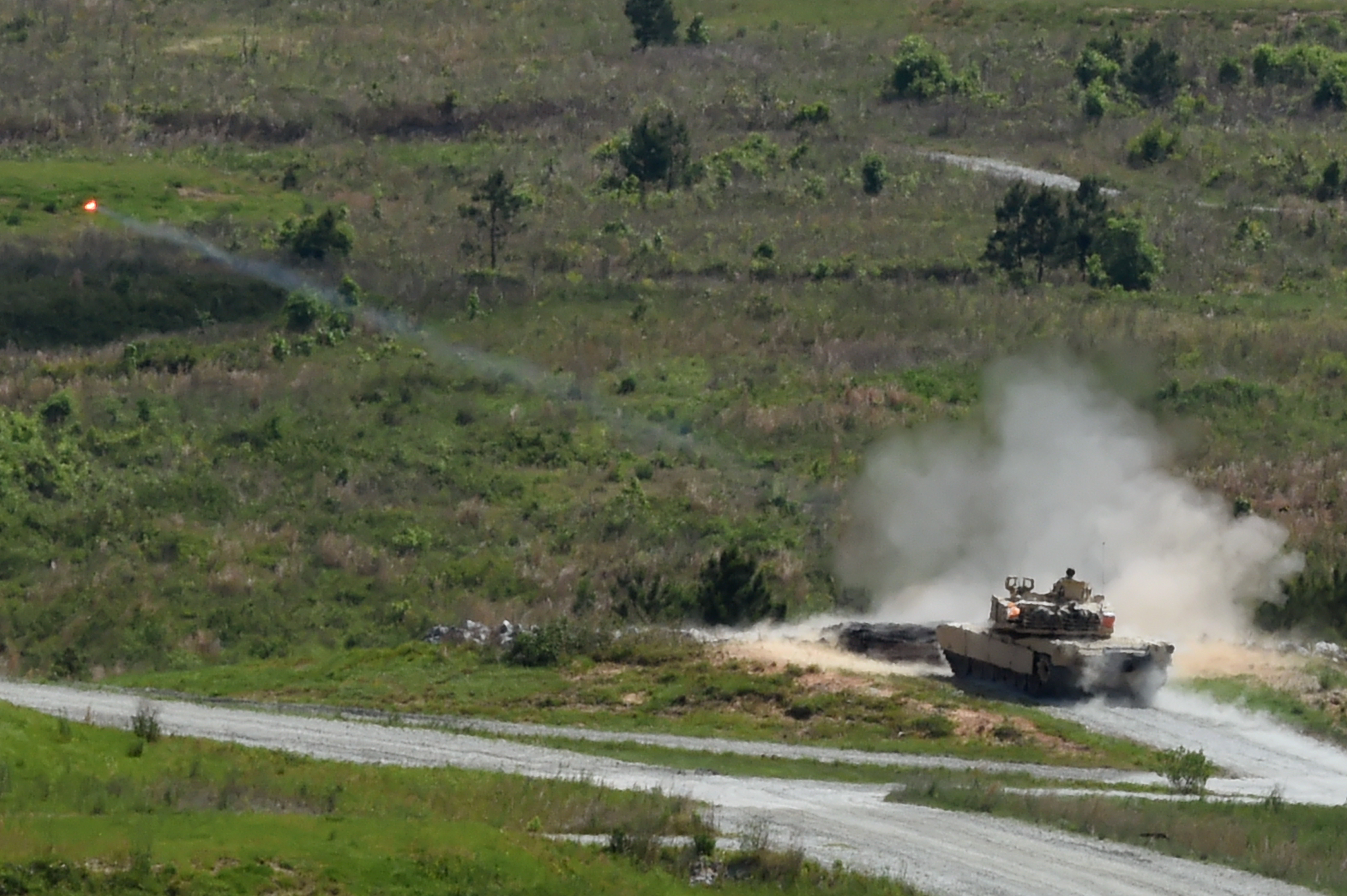
2016年5月2日的Sullivan Cup競賽，一輛國民兵的M1A1戰車正在射擊。

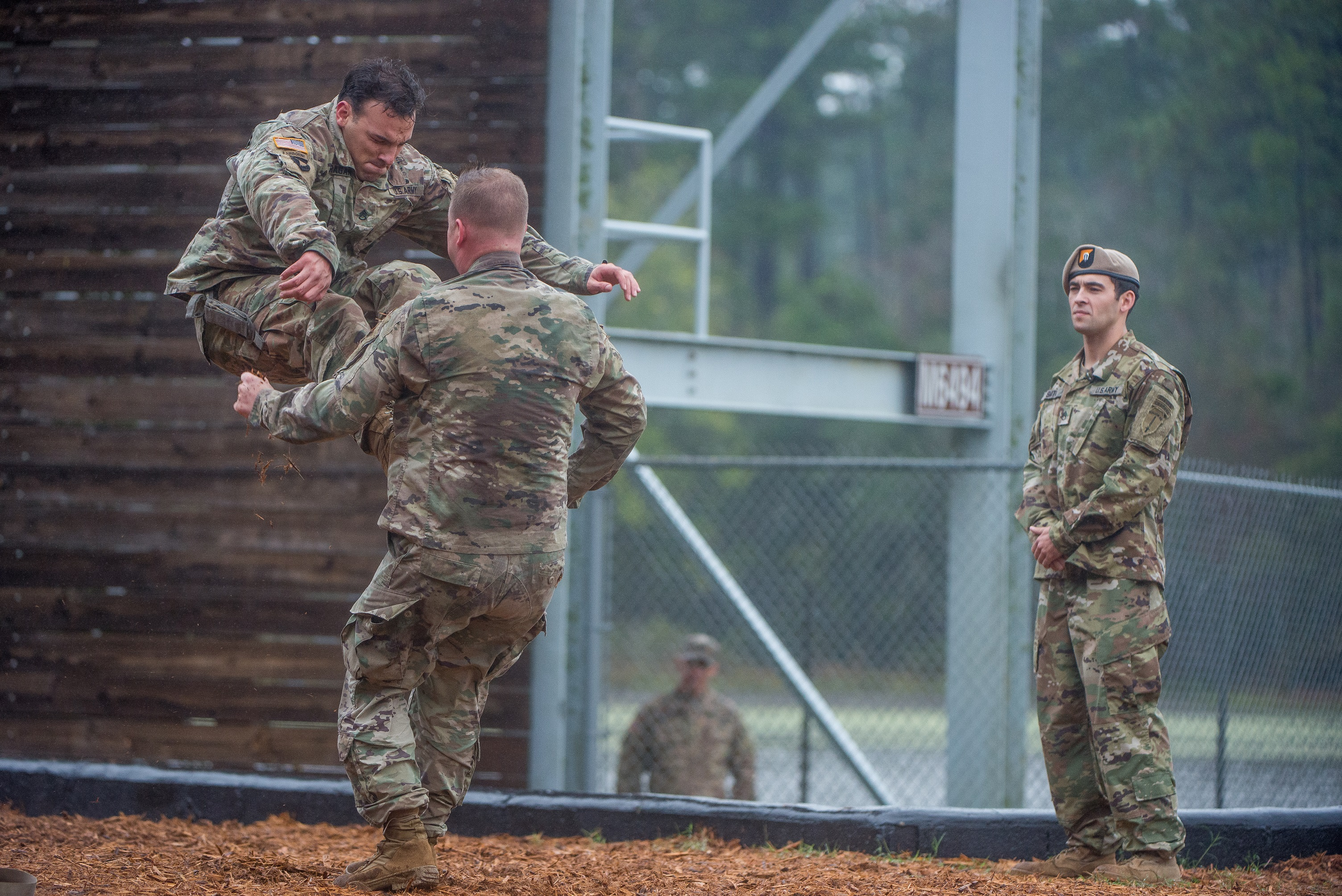
2018年10月26日，兩名空降與遊騎兵訓練旅的成員在畢業典禮展示戰鬥技能。

## 駐紮單位
- 第1安全部隊援助旅（英语：1st Security Force Assistance Brigade）
- 第194裝甲旅（英语：194th Armored Brigade (United States)）
  - 第15騎兵團第2中隊
  - 第46步兵團第1營
  - 第47步兵團第2營
  - 第81裝甲團第1營
  - 第30行政接待營
- 第198步兵旅（英语：198th Infantry Brigade (United States)）
  - 第19步兵團第1營
  - 第19步兵團第2營
  - 第50步兵團第1營
  - 第54步兵團第2營
  - 第58步兵團第2營
- 第199步兵旅（英语：199th Infantry Brigade (United States)）
  - 第11步兵團第2營
  - 第11步兵團第3營
  - 第16騎兵團第2中隊
  - 第81步兵團第3營
  - 亨利·卡羅士官學院
- 第316騎兵旅（英语：316th Cavalry Brigade）
  - 第16騎兵團第1中隊
  - 第16騎兵團第3中隊（美國陸軍偵察和監視領導者課程（英语：United States Army Reconnaissance and Surveillance Leaders Course））
  - 第29步兵團第1營
- 空降與遊騎兵訓練旅（Airborne and Ranger Training Brigade）
  - 第4遊騎兵訓練營
  - 第507空降步兵團部與團部連
  - 第507空降步兵團第1營
  - 第507空降步兵團探路者學校（英语：United States Army Pathfinder School）部與校部連
  - 銀翼跳傘隊（英语：Silver Wings (parachute team)）
- 第28步兵團（英语：28th Infantry Regiment (United States)）第1特遣營
- 第75遊騎兵團
  - 團部與團部連
  - 團軍事情報營
  - 團特種部隊營（Regimental Special Troops Battalion）
  - 第3遊騎兵營（英语：3rd Ranger Battalion）
- 第11工兵營
- 第17特種戰術中隊（英语：17th Special Tactics Squadron）
- 第44醫療旅（英语：44th Medical Brigade）第14戰鬥支援醫院
- 馬丁陸軍社區醫院（Martin Army Community Hospital）
- 西半球安全合作研究所

## 備註
1. ↑  至1919年3月15日。

1. ↑  Camp Polk，位於北卡羅萊納州羅里附近
2. ↑  原文：to work in conjunction with the Infantry school。

## 外部連結
- 官方網站 （页面存档备份，存于）
- 官方臉書
- 班寧堡刺刀——官方報紙 （页面存档备份，存于）